# Капский, Анатолий Анатольевич
Анато́лий Анато́льевич Ка́пский (бел. Анатоль Анатольевіч Капскі; 19 февраля 1966, Дуброва, Минская область — 22 сентября 2018, Минск) — белорусский предприниматель, футбольный функционер. Основатель и председатель правления ФК БАТЭ (1996—2018).

## Биография
Отец Анатолия Анатольевича Капского был бригадиром сельского хозяйства, затем агрономом. Анатолий Анатольевич Капский 1987 году окончил Белорусский государственный институт народного хозяйства им. Куйбышева (специальность — экономист). В институте выполнил норму первого юношеского разряда по лыжам. В 1987—1990 — старший экономист по финансовой работе на 140-м ремонтном заводе в Борисове. В 1990—1996 — заместитель директора многопрофильного предприятия «Полымя» (Борисов). Затем перешёл на работу в ООО «Сталкер». В 1996—2001 — генеральный директор ООО «Сталкер». В 1996 году стал одним из организаторов футбольного клуба БАТЭ, был его руководителем. ООО «Сталкер» стало миноритарным акционером завода БАТЭ. В 2001—2005 — заместитель директора завода «БАТЭ». С 17 июня 2005 года по 10 августа 2017 — генеральный директор завода ОАО «БАТЭ». В 2005—2007 — слушатель Академии управления при Президенте Республики Беларусь (специальность — «Государственное управление национальной экономикой»). Получил квалификацию «Специалист в области государственного управления». Выделял финансирование на восстановление церкви. Скоропостижно скончался 22 сентября 2018 года.

## Награды
- Орден Почёта (Белоруссия) (2016)[9]
- Орден Святого благоверного князя Даниила Московского
- Орден святителя Кирилла Туровского I степени (2011)[10]
- Медаль «За трудовые заслуги»[11][12]

## Семья
Был женат, четверо детей. Сын Андрей (род. 13 мая 1991) — председатель правления БАТЭ (с 2019 года).